# Obszar (Dąbrówka)
Obszar – część wsi Dąbrówka w Polsce, położona w województwie małopolskim, w powiecie bocheńskim, w gminie Rzezawa.
W latach 1975–1998 Obszar należał administracyjnie do województwa tarnowskiego.